# 扎維爾切縣

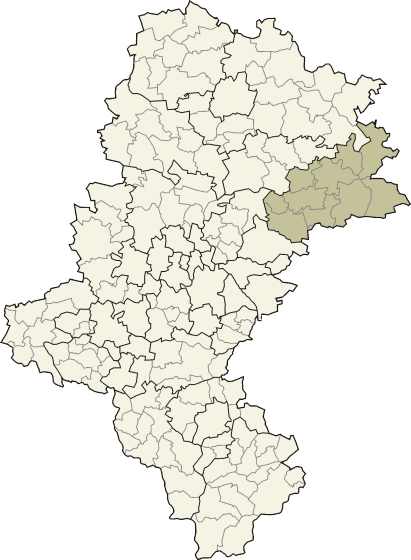

50°30′N 19°25′E / 50.500°N 19.417°E
扎維爾切縣（波蘭語：Powiat zawierciański），是波蘭的縣份，位於該國南部，由西里西亞省負責管轄，首府設於扎維爾切，面積1,003平方公里，2006年人口124,127，人口密度每平方公里120人。